# Zgrabi in izvleci
Zgrabi in izvleci (angleško Snatch and extract) je vojaška taktika, ki jo po navadi izvajajo pripadniki specialnih sil.
Taktika se izvaja za zajetje pomembnih oseb (npr. talcev, sovražnikovih vojaških osebnosti ali pomembnejše vojaške opreme (npr. računalnika)); sama izvedba se razlikuje od trenutne situacije. Tako lahko vojaki nasilno vdrejo v vojaški objekt, se spopadejo s sovražnikom, ga nevtralizirajo in zajamejo cilj. Drugi način je neslišna infiltracija v objekt, nato omamijo osebo in se čim bolj neopazno izvlečejo iz področja delovanja.
Uspeh akcije temelji predvsem na natančnosti informacije, usposobljenosti vojakov in koordinacije med posameznimi sodelujočimi enotami (predvsem med enoto za izvleko (npr. helikopterjem) in napadalno enoto).